# José Calles Vales

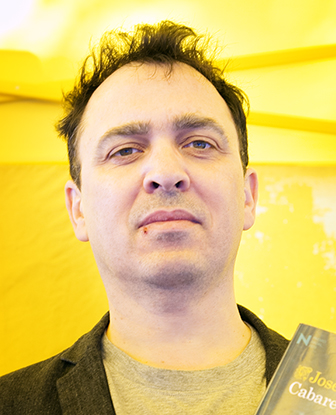
José C. Vales en 2015

José Calles Vales (Zamora, 1965) es un escritor, filólogo y traductor español licenciado en Filología Hispánica por la Universidad de Salamanca y especializado en filosofía y estética de la literatura romántica en Madrid.
El 6 de enero de 2015 ganó el Premio Nadal de novela con la obra Cabaret Biarritz.

## Biografía
Su actividad profesional ha estado siempre relacionada con el mundo editorial, ya sea como redactor, editor de textos o traductor para distintos sellos.

## Libros
- El pensionado de Neuwelke (Planeta, 2010)
- Cabaret Biarritz (Destino, 2015). Premio Nadal 2015
- Celeste 65 (Destino, 2017)

## Traducciones
- La hija del optimista, de Eudora Welty.
- La hija de Robert Poste de Stella Gibbons.
- Reina Lucía y Mapp y Lucía de E. F. Benson.
- La juguetería errante de Edmund Crispin.
- Diario del año de la peste, de Daniel Defoe.
- Orgullo y prejuicio, de Jane Austen.